# 洛文頓鎮區 (伊利諾伊州莫爾特里縣)
洛文頓鎮區（英語：Lovington Township）是位於美國伊利諾伊州莫爾特里縣的一個行政鎮區。

## 地方資料
根據2010年美國人口普查的數據，洛文頓鎮區的面積為135.90平方千米，當中陸地面積為153.90平方千米，而水域面積為0.00平方千米。當地共有人口1591人，而人口密度為每平方千米11.71人。